# 文昌胡同
文昌胡同，是位于中国北京市西城区中部的一条胡同。现西段已拓宽为道路。

## 简介
文昌胡同为东西走向，东到佟麟阁路，西到闹市口大街。原来西到闹市口中街。清朝起初为铁匠胡同的一部分，因为位于铁匠胡同中段，后来改称“中铁匠胡同”。1911年后改称“文昌胡同”。文昌胡同15号院曾为张学良宅第。
21世纪初，文昌胡同北侧先后兴建凯晨世贸中心、国家开发银行总行。凯晨世贸中心位于文昌胡同西段的北侧，该段文昌胡同被拓宽为道路。国家开发银行总行位于文昌胡同东段的北侧，其主建筑和文昌胡同之间保留了文昌胡同15号院张学良宅第，并新建了若干四合院，该段文昌胡同仍保留了胡同原貌。文昌胡同南侧主要仍为平房民居，南侧靠东口有北京第二实验小学。